# Parque nacional Pico de Orizaba

## Aspectos físicos
Ubicación 
El área que abarca el parque se reparte entre municipios de los estados de Veracruz y Puebla. El acceso general se realiza por la carretera Orizaba-Córdoba, desviándose en dirección a Coscomatepec, de ahí se llega al poblado de Calcahualco, desde el cual se accede a los albergues cercanos a la cumbre. En el recorrido se atraviesa la cabecera municipal de Calcahualco, también se cruzan diferentes ejidos como el Jacal y Nuevo Jacal que se ubican a una altura aproximada de 5000 metros sobre el nivel del mar, siendo esta la población más cercana a la cumbre en la zona veracruzana. Existe otro camino por el estado de Puebla para vehículos de doble tracción, que conduce al albergue alpino Piedra Grande.

### Orografía
Forma parte de la cordillera que atraviesa el Este del país, la cual es conocida de forma común como la Sierra Madre Oriental, en el área que forma el Eje Neovolcánico (Eje Volcánico Transversal o Sistema Tarasco-Nahua).
La elevación del pico comienza de la zona de pastizales, ubicada a los 4 000 m s. n. m., hasta su máximo punto, que alcanza los 5  651 m s. n. m., abarcando así toda la zona de alta montaña con la zona de nieves perpetuas. Lo anterior origina que posea una gran variedad de climas y microclimas propios del lugar.
Se sabe que el Pico de Orizaba se originó por una violenta erupción estromboliana. No se cuenta con datos certeros de su origen, pero los geológicos más aproximados indican que su primera erupción tuvo lugar hace varios millones de años. Debido a que la erupción tuvo lugar en un elevado pliegue de la Sierra Madre Oriental, a unos 3 000 m s. n. m., el volcán alcanzó una gran altitud, siendo uno de los más altos del mundo entero. Se han registrado erupciones volcánicas durante el periodo colonial, principalmente en el siglo XVII.

### Hidrografía
Las acumulaciones de hielo y nieves perpetuas en las partes altas del parque originan los glaciares (junto con los del Iztaccíhuatl y los del Popocatépetl son los únicos glaciares de la Tierra en esta latitud y los únicos de gran tamaño y extensión que hay en México). Estos glaciares forman escurrimientos que recorren las laderas de la montaña, formando pequeños arroyos que recorren algunas barrancas y zonas bajas para crear algunos de los ríos de la región, los cuales generan una fuente hidrológica importante para la zona.
Estos ríos alimentados de las numerosas corrientes que se originan en el volcán, llegan a tener caudales considerables aún en las más intensas y prolongadas sequías. Algunos de estos son de gran importancia y como ejemplo se pueden citar el río Jamapa (que se alimenta del glaciar del mismo nombre), el río Metlac y el río Orizaba (Este último es aprovechado por algunas envasadoras instaladas en las cercanías de la ciudad de Orizaba). Todos éstos ríos se ubican en el estado de Veracruz.
Entre los ríos importantes que surgen en el pico de orizaba se encuentran los ríos Jamapa, Vaquería, Piedra Pintada, El Candelero, Cardosanto. Los siguientes Arroyos: Puente de Viga, Paso de Buey, San Antonio Blanco. El Manantial Cardosanto (FVM con base en las cartas topográficas de Inegi).

### Clima
En general el parque presenta un clima de tipo frío subhúmedo en las partes bajas, y a partir de los 4 000 m s. n. m. presenta clima frío con nevadas, y el clima frío con nieves perpetuas se presenta en su zona más alta, que es la cima del volcán.
Las temperaturas registradas en el parque van en promedio de los 20 °C en las zonas bajas del parque. Las temperaturas menores a 0 °C que se registran en los meses más fríos, son frecuentes en las altitudes superiores a los 3200 m s. n. m. y predominan en los 4300 m s. n. m. Lo anterior provoca que en este último punto se pueda apreciar la presencia de los glaciares.
La parte superior del volcán es excesivamente fría y sus glaciares y nieves perpetuas impiden por completo el desarrollo de la vegetación. Las ventiscas y acumulaciones de nieve o hielo que se encuentran en el Pico de Orizaba suelen llegan a tener un espesor de 20 a 50 metros, lo cual hace que estos glaciares sean los más extensos del país.

## Flora y fauna
De acuerdo al Sistema Nacional de Información sobre Biodiversidad de la Comisión Nacional para el Conocimiento y Uso de la Biodiversidad (CONABIO) en el Parque Nacional Pico de Orizaba habitan más de 710 especies de plantas y animales de las cuales 40 se encuentra dentro de alguna categoría de riesgo de la Norma Oficial Mexicana NOM-059  y 17 son exóticas,
En lo que refiere a la flora y fauna que alberga el parque, éste cuenta con la propia de los bosques de alta montaña y zonas de pastizales. La vegetación se compone principalmente por bosque de pino, bosques de encino, el pastizal alpino y vegetación secundaria. 
La fauna es integrada especies propias de los bosques de alta montaña, así como especies endémicas de la región.

### Flora
La zona de pastizales se compone de las siguientes especies: Junípero, Juniperus monticola, Agrostis tolucensis y Cirsium nivale
El bosque de pino se compone de las especies: Pinus hartwegii, Pinus ayacahuite, Abies religiosa, Abies hickelii, Alnus jorullensis; encontrando también variedad de arbustos, como el madroño,  y algunos árboles de encino y la variedad mexicana de la Tilia en zonas taladas; algunos arbustos de menor tamaño son el Cestrum benthami, Oreopanax achinops y Phymosia rosea.
En la vegetación subalpina, el representante del estrato arbóreo es Pinus hartwegii, su rango altitudinal va de los 3,000 a los 4,000 metros sobre el nivel del mar. En el estrato herbáceo únicamente se observan Lupinus montanus, Agrostis tolucensis y Mulhenbergia como especies dominantes.
El bosque de oyamel, si bien está poco presente en el parque, se le puede ubicar en las zonas que comprenden las partes bajas, como las barrancas y laderas; donde se le puede encontrarse principalmente es en las Barrancas de Jamapa y zona sur en laderas cercanas a la Sierra Negra vista hacia el valle de Puebla, en donde habitan especies como Abies religiosa y Abies hickelii.

### Fauna
En el parque se encuentran especies como el lince rojo, el zorrillo, el zorro gris, el coyote (la subespecie mexicana, Canis latrans cagottis), el venado cola blanca, el agar y el tlacuache. También se encuentran la musaraña, algunas especies de ardillas, la comadreja, la tuza, el Ratón de los volcanes, el ratón ciervo, la liebre, el conejo, el topillo mexicano

## Actividades recreativas

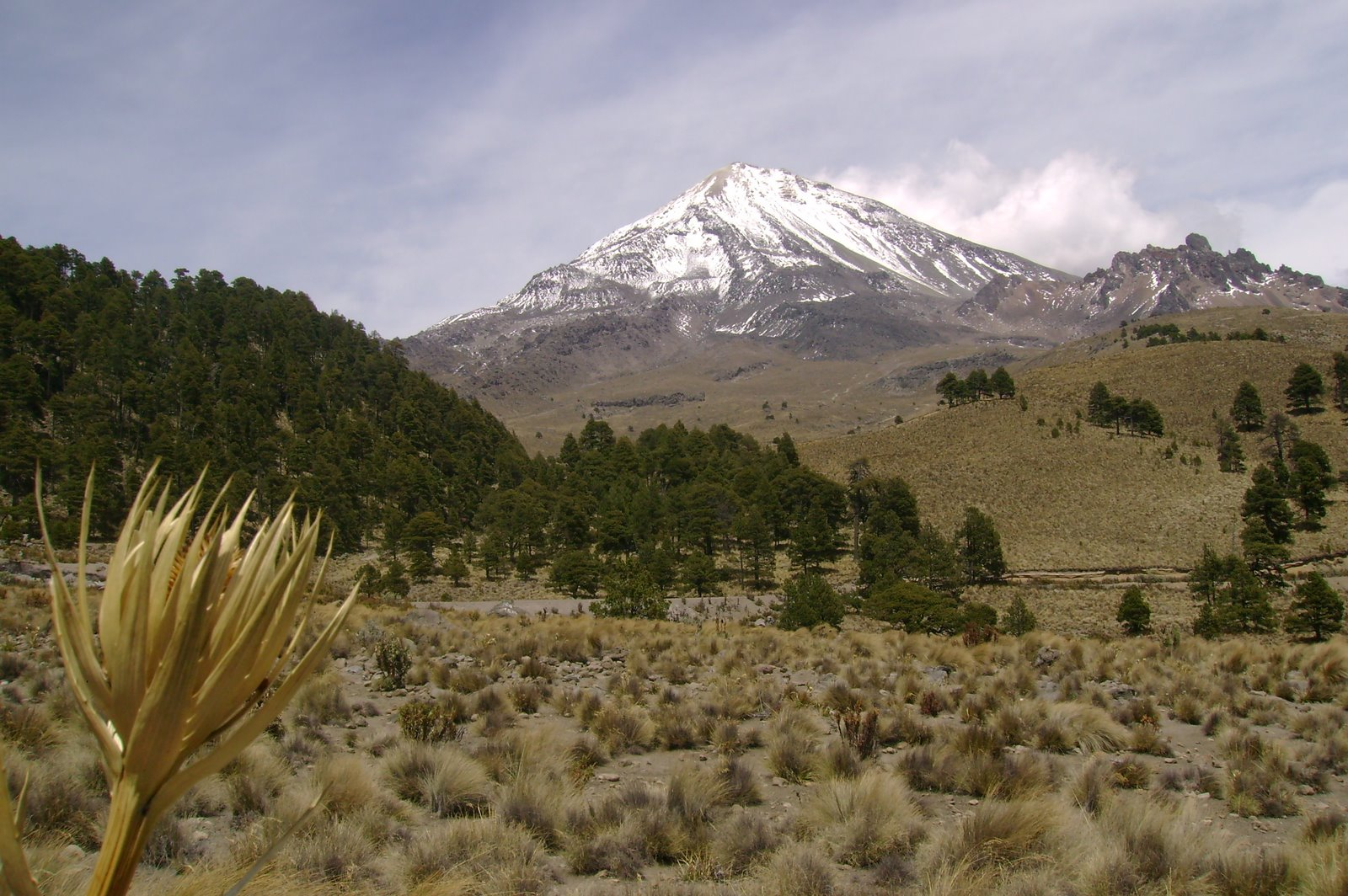
Zona de pastizales cercanos al Pico de Orizaba.

Entre las actividades que se practícan en el parque están el alpinismo, el montañismo, el excursionismo y el campismo.